# دهستان پولتساما (۱۹۹۱)
دهستان پولتساما (به لاتین: Põltsamaa Parish) یک دهستان در استونی بود که در شهرستان یوگوا واقع شده‌بود.

## خصوصیات
دهستان پولتساما ۴۱۶٫۹ کیلومترمربع مساحت و ۲٬۷۲۲ نفر جمعیت دارد.